# Fusil de l'assassinat de John F. Kennedy

Le fusil d'Oswald désigné comme l'arme de l'assassinat de Kennedy.

Le fusil de l'assassinat de John F. Kennedy est une carabine modèle Carcano calibre 6,5 mm équipée d'une lunette de visée, de marque Ordnance Optics 4 × 18 telescopic sight, achetée sous un pseudonyme par Lee Harvey Oswald, et officiellement désignée comme l'arme ayant servi à assassiner le président Kennedy le 22 novembre 1963.
En mars 1963, Lee Harvey Oswald, sous le pseudonyme d'A. Hidell, acheta un fusil Carcano par correspondance et un pistolet grâce à  la même méthode. Elle est identifiée par la commission Warren comme l'arme utilisée au dépôt de livres scolaires lors de l’assassinat du président John Fitzgerald Kennedy. 
Après l’analyse des empreintes digitales sur le fusil et d’autres expertises, le véritable nom du propriétaire de l’arme mène à Oswald.
La lunette Ordnance Optics 4 × 18 est un modèle économique japonais bas de gamme, destinée au marché des fusils 22 long rifle. Les cales posées par le revendeur pour adapter la lunette bas de gamme à l'arme de surplus disparaissent des scellés. En conséquence, l'arme qui est aux scellés n'est pas complète, en ce qui concerne la lunette de tir. Aucune explication n'a pu être apportée concernant cette question et son impact sur la qualité du tir dans un laps de temps aussi court.

## L’achat du Mannlicher-Carcano

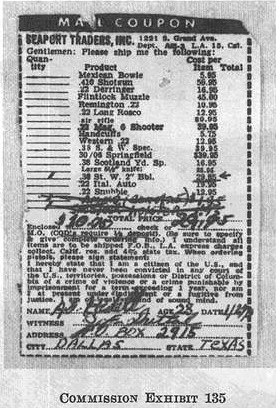
Bon de commande du Carcano

Le 9 octobre 1962, Oswald loue la boîte postale numéro 2915 à Dallas. Les trois noms autorisés à recevoir du courrier à cette adresse sont ceux d’Oswald, de sa femme Marina, et d’un certain « Alek J. Hidell », un pseudonyme inventé par Oswald, et qu’il utilisera par la suite à La Nouvelle-Orléans dans son organisation à un seul membre pour la défense de Cuba. 
Le 28 janvier 1963, il commande également un revolver Smith & Wesson 38 Special en utilisant la même boîte postale.

## La découverte de l’arme
Dans les minutes qui suivirent l’assassinat du président John Fitzgerald Kennedy, la police de Dallas fut menée au 5e étage (6e étage aux États-Unis car le rez-de-chaussée est considéré comme le 1er étage) du dépôt de livres scolaires par un témoin oculaire, Howard Brennan, qui avait vu un homme effectuer le tir fatal avec un fusil depuis la fenêtre qui fait l’angle du bâtiment, ainsi que trois employés noirs qui assistaient au passage du cortège à partir d’une fenêtre du 5e étage et qui avaient entendu trois coups de feu tirés à partir de la fenêtre du dessus. Le fusil fut retrouvé par le shérif adjoint Weitzman et l’officier Boone au milieu de cartons au 6e étage,.
Ils pensèrent tout d’abord qu’il s’agissait d’un Mauser plutôt que d’un Carcano - La Commission Warren établira qu’il s’agissait d’un erreur de leur part[Quand ?]. le capitaine Fritz de la police de Dallas - qui arriva peu après sur les lieux - admit par la suite qu’il ne connaissait pas véritablement les différences entre un Carcano et un Mauser à ce moment des faits. En réalité, les deux armes ont une apparence similaire étant donné que le mécanisme du Carcano est basé sur celui du Mauser.
Les deux officiers qui trouvèrent le fusil – et par la suite le capitaine Fritz – le saisirent par la sangle, mais ne le touchèrent pas jusqu’à l’arrivée du Lieutenant Carl Day de la section d’investigation criminelle du Bureau d’identification. Le lieutenant Day l’attrapa ensuite par le manche « parce qu’il était trop rugueux pour présenter des empreintes » et inspecta le fusil grâce à une loupe qu’il tenait dans son autre main. Il vérifia que la culasse mobile ne présentait pas d’empreinte avant d'en extraire une balle.
Day rapporta ensuite le fusil au laboratoire criminel pour prendre des clichés et procéder à un examen plus approfondi. Il trouva une empreinte de paume sur une partie du fusil, qui ne pouvait s’y être imprimée que lorsque le fusil n’était pas totalement assemblé. Une empreinte de paume n’aurait pu en effet être placée sur cette portion de l’arme lorsqu’elle était montée, à cause de la poignée de bois qui couvre le canon. Il n’acheva toutefois pas ses recherches car on lui demanda de remettre l’arme à l’agent Vince Drain du FBI, où les analyses devaient se poursuivre. Il continua malgré tout ses propres recherches par la suite et conclu qu’il s’agissait effectivement des empreintes d’Oswald, car c’était bien les empreintes d’Oswald qu’il conservait dans ses dossiers.
Le Chef de Police Jesse Curry témoigna qu’il reçut l’ordre d’envoyer le fusil ainsi que toutes les autres preuves au FBI à Washington. Durant la nuit qui suivit l’assassinat de Kennedy, le fusil fut transféré par l’agent Vince Drain du FBI de Dallas jusqu’à Washington D.C., où il le remit à l’agent fédéral Robert Frazier. Ce dernier témoigna par la suite l’avoir conservé dans un bureau du FBI jusqu’au 27 novembre 1963, date à laquelle il fut réexpédié à Dallas et remis à une personne du Commissariat de Dallas pour des raisons qui semblent incertaines. Il sera par la suite à nouveau acheminé au quartier général du FBI à Washington.
Sebastian Latona, directeur de la section des empreintes digitales de la Division d’identification du FBI témoigna que l’empreinte qui fut retrouvée sur le canon appartenait à Oswald. Les experts[Qui ?] s’accordent sur le fait que les empreintes de paumes sont aussi uniques que les empreintes digitales quant à l’identification. Durant son témoignage, antérieur à celui de la commission Warren, le lieutenant Day identifia la pièce à conviction 139 comme étant l’arme découverte par les officiers Weitzmann et Boone l’après-midi du meurtre,,,.

## Le fusil
Ce fusil porte l’inscription, “Fabriqué en Italie”, “CAL.6.5”, “1940”, et le numéro de série C2766. Joseph D. Nicol, chef du Bureau d’identification et d’investigations criminelles de l’Illinois, ainsi que Robert A. Frazier, agent spécial du FBI, en témoignent à la Commission Warren. Une marque distinctive et ses dimensions permettent de l’identifier comme étant l’arme avec laquelle Oswald pose sur les fameux clichés pris dans son jardin.
Une balle de 6,5 mm, 160 grains (env. 10 grammes), à bout rond entièrement gainée de cuivre, de type militaire, généralement utilisée avec des fusils militaires de calibre 6,5 mm (tel que le Mannlicher-Carcano), est retrouvée sur une civière à l’Hôpital de Parkland. Cette balle (CE399, voir Théorie de la balle unique) a été balistiquement rattachée au fusil retrouvé dans le dépôt de livres scolaires.
La commission Warren conclut qu’Oswald a subrepticement introduit le fusil au dépôt de livres scolaires le matin de l’assassinat dans un paquet marron, dont il dit à un collègue qu’il s'agit de « tringles de rideaux », bien qu’Oswald nie par la suite avoir tenu ces propos et affirme avoir seulement dit qu’il s’agissait de son déjeuner (il déclare également par la suite ne pas posséder de fusil).
Le FBI établit que le fusil est distribué par la société Crescent Firearms Inc, qui avait importé l’arme sous le numéro C2766 à la société Klein’s Sporting Goods Co., qui l’avait à son tour expédié vers la boîte postale louée par Oswald sous le pseudonyme de “A.Hidell” à Dallas. La commande était rattachée à un bon de commande imprimé au nom de A. Hidell, confirmant ainsi l’identité de l’acheteur de l’arme.
L’écriture manuscrite correspondait à celle d’Oswald comparée à celle de son passeport ainsi qu’à celle de lettres qu’il a écrites[réf. nécessaire]. L’Agence Italienne de Renseignement des Forces Armées déclara que le fusil en question, portant le numéro de série C2766, était unique d’après ses archives. Lee Harvey Oswald loua la boîte postale à laquelle le fusil fut expédié.
En 1979, les analyses photographiques effectuées par la HSCA, permirent d’établir que le fusil qui se trouvait aux Archives Nationales était photographiquement identique à celui découvert au dépôt de livres scolaires. Il avait été photographié à cette occasion par de nombreux journalistes ainsi que par la police (ces analyses tenaient compte de différentes marques distinctives d’identification).
Le fusil s’avéra également être identique dans ses dimensions à celui des photos d’Oswald dans son jardin, et l'identification de l'arme avec celle détenue par Oswald est constatée sur plusieurs marques des dommages identifiés sur le magasin de l'arme (que l'on peut également voir dans la photo d' Oswald dans son jardin).

## La chemise
Le jour où Kennedy est assassiné, Oswald porte une chemise de coton bleu foncé, gris-noir et jaune orangé sur un T-shirt blanc.
Les fibres correspondantes sont retrouvées sur l’arme après une analyse approfondie effectuée par des experts.
Dans la fente entre la crosse et la poignée de bois qui couvre le canon, une touffe composée de nombreuses fibres de coton bleu foncé, gris-noir et jaune orangé sont également trouvée.
Après des tests de couleurs et des motifs du tissu d’après les fibres retrouvées sur le fusil, Paul Stombaugh, un agent spécial du FBI, du Laboratoire de l'unité des cheveux et fibres, fait correspondre les fibres trouvées sur l'arme aux fibres des habits d'Oswald.

## La portée de tir
Durant son service militaire dans le corps des Marines en décembre 1956, Oswald obtint la mention « sharpshooter » (« Tireur d'élite ») aux examens de tir (il réussît un score de 48 et de 49 sur 50 tirs pendant une session de tir rapide sur cible stationnaire à 200 yards (183 m) avec un modèle de fusil standard M1 Garand semi-automatique). Toutefois, en mai 1959, il obtint la mention « marksman » (« Tireur d'élite » également mais d’un niveau inférieur dans la classification de l’armée américaine). Les experts militaires, après avoir étudié ses performances, qualifièrent ses compétences aux armes à feu comme étant “au-dessus de la moyenne”, ce qui constitue, en comparaison des hommes civils du même âge, “un excellent résultat”.
Cependant, Nelson Delgado, un soldat appartenant à la même unité qu’Oswald, avait pour habitude de se moquer de ces « prouesses » au tir et témoigna qu’Oswald portait souvent « la culotte de Maggie. » (un drapeau rouge suspendu au bout du fusil et indiquant que la personne a complètement raté sa cible pendant les épreuves de qualification). Il rapporta également qu'Oswald semblait indifférent au fait d’avoir réussi son tir ou pas.
Des critiques des conclusions officielles ont soutenu que des tireurs d’élite n’étaient pas parvenus à reproduire la prouesse présumée d’Oswald lors de leur premier essai lors des reconstitutions organisées par la Commission Warren (en 1964) et la CBS (en 1967). Lors de ces tests, les tireurs d’élite ont tenté d’atteindre une cible à trois reprises en moins de 4,5 secondes. Ce laps de temps a été largement remis en question. La Commission Warren elle-même estima que le laps entre les deux tirs qui ont atteint le président Kennedy était de 4,8 à 5,6 secondes. Si le second tir avait manqué sa cible (admettant ainsi que le premier et le troisième avaient touché le président), alors cette durée de 4,8 à 5,6 secondes représentait la durée totale des tirs. Si en revanche c’est le premier ou le troisième tir qui avaient manqué leur cible, cela donnerait un minimum de 7,1 à 7,9 secondes pour l’ensemble des trois tirs. Les analyses récentes du film Zapruder dans sa version améliorée, suggèrent que le premier, le second, et dernier tir ont dû prendre 8,4 secondes.[réf. nécessaire]
Plusieurs des 11 tireurs bénévoles de CBS, qui (contrairement à Oswald) n'avaient pas eu d'expérience antérieure avec un Mannlicher-Carcano bien ajusté, étaient capables de frapper la cible en moins de trois fois le temps imparti. Cela est contesté par Michael Griffith qui dit : « Dans le fusil du test de CBS, aucun des onze tireurs experts a marqué deux cibles lors du premier essai, et sept d'entre eux ont raté leurs essais. Ceci est particulièrement révélateur, car le test de CBS a été le plus réaliste à ce jour »,.

## Les tests du FBI
Les tests de précision du Mannlicher-Carcano donnèrent les résultats suivant :
1. Robert A. Frazier, expert en armes à feu du FBI, témoigna qu'il s'agissait « d'une arme extrêmement précise. La cible sur laquelle nous avons tiré le montre »[32]. À une distance de 15 yards, les trois balles utilisées lors du test ont atteint leur cible à approximativement 2 1/2 pouces en haut, et 1 pouce à droite, dans une zone d'à peu près la taille d'une pièce[33]. À 100 yards, le test atterri 2 1 / 2 à 5 pouces de haut, dans un rayon de 3 à 5 pouces. Frazier a témoigné que la grande variation du viseur favorisait le tireur: avec une cible qui s'éloignait du tireur, aucune correction de distance n’aurait été nécessaire pour suivre la cible. « À ce niveau, à cette distance de 175 à 265 pieds[34], avec ce fusil, et ce viseur télescopique, je n'aurais autorisé aucune avance - je n'aurais pas fait de correction pour diriger fidèlement le tir vers une cible de cette taille ».
2. L'ajustement du viseur sur le fusil n'a pu se faire sans l'installation de deux cales (petites plaques de métal) qui n'étaient pas présentes lorsque l'arme est arrivée pour les tests, et n'ont jamais été retrouvées[35]. Frazier a témoigné qu'il y avait eu « plusieurs éraflures » sur le tube du viseur, et que le viseur aurait pu être plié ou endommagé. Il n'a pas été en mesure de déterminer le moment où le défaut a eu lieu avant que le FBI ait reçu le fusil et le viseur 27 novembre 1963.

## Les tests du laboratoire de recherches balistiques
Dans le but de tester le fusil dans des conditions similaires à celles de l’assassinat, la branche d’évaluation des armes d’infanterie de l’armée américaine a fait tirer des experts du fusil avec l'arme utilisée lors de l'assassinat sur trois cibles silhouettes à des distances de 175, 240, et 265 pieds.
Avec l'arme du crime et son viseur télescopique, trois tireurs considérés comme des experts par la National Rifle Association of America ont tiré chacun deux séries de trois coups. Dans les premières séries, les tireurs ont mis respectivement 4,6, 6,75 et 8,25 secondes entre leurs tirs. Pour la seconde série, ils ont mis 5,15, 6,45, et 7 secondes. Les tireurs prenaient autant de temps qu'ils voulaient pour ajuster leur premier tir à 175 pieds, et tous ont touché leur cible. Aux quatre premières tentatives, les tireurs ont raté leur deuxième tir à 240 pieds de plusieurs pouces. Cinq des six tirs ont touché la troisième cible à 265 pieds, la distance qui séparait le président Kennedy de la fenêtre du sixième étage lorsqu'il a été frappé à la tête. Aucun des tireurs d’élite n’avait d’expérience préalable avec l’arme du crime si ce n'est la manipulation du verrou de culasse.

## Article
(en) Keith Wheeler, « Cursed gun, the track of C2766 », Life, vol. 59, no 9,‎ 27 aout 1965, p. 62 (lire en ligne)